# Can Gaya
Can Gaya és una obra del municipi de Cornellà de Llobregat (Baix Llobregat) inclosa en l'Inventari del Patrimoni Arquitectònic de Catalunya.

## Descripció
Es tracta d'un antic edifici senyorial originàriament propietat de la família Mas, que consta de planta baixa i dos pisos. Fou construït l'any 1860 pel pagès i hisendat del Prat de Llobregat Agustí Monés, data que es conserva en la llosa central de la porta principal. Les línies de la cornisa, que divideixen els tres pisos, recorden els palauets renaixentistes, encara que les proporcions de l'edifici són més aviat verticals, reforçades per la torre central, dins un estil més abarrocat. Aquest eclecticisme d'estils és típic de mitjans de segle xix. Posteriorment va ser propietat de Ramon Gaya i Massot (industrial i alcalde de la ciutat entre 1945 i 1951). Durant part de la dècada dels 40 va acollir la Biblioteca Popular de Cornellà, mentre que en l'actualitat és la seu de la guàrdia urbana.